# Ураган (ветер)

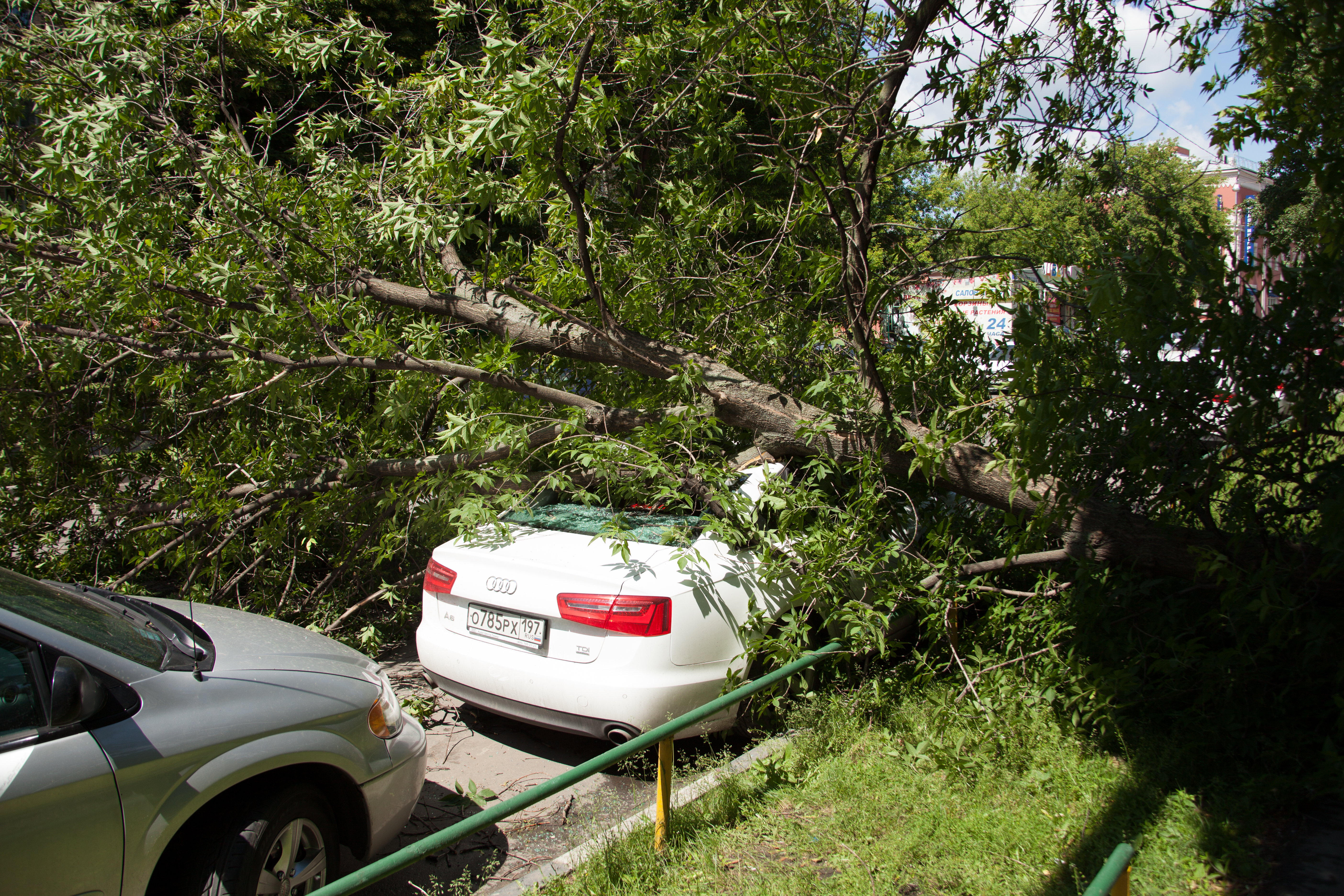
Последствие урагана в Москве

Урага́н — разрушительный ветер значительной силы и продолжительности.

## Этимология
Слово «ураган» встречается в русском языке с конца XVIII — начале XIX века. Впервые отмечено в словаре русского языка в 1806 году. Русское слово происходит от фр. ouragan, которое в свою очередь пришло через посредство исп. huracán из слова языка коренного населения острова Гаити.

## Описание
Ураганом называют ветер большой силы, разрушительности и продолжительности. Именно в этой последней характеристике состоит его отличие от шквала. Скорость урагана измеряют при помощи ураганомера.

## Сила ветра
Различные источники указывают скорость ветра, при которой он считается ураганом, равной 12 баллам по шкале Бофорта, но при этом по-разному переводят это значение в скорость, выраженную в метрах в секунду. Так, третье издание Большой советской энциклопедии указывает скорость 30 м/с, «Метеорологический словарь» — 32 м/с, а Большая российская энциклопедия — 35 м/с с порывами до 100 м/с.